# Berlin (Connecticut)
Berlin (Aussprache [ˈbɜrlɪn]) ist ein Ort im Hartford County im US-Bundesstaat Connecticut.
Das U.S. Census Bureau hat bei der Volkszählung 2020 eine Einwohnerzahl von 20.175 ermittelt. Kensington und East Berlin sind Vororte von Berlin.
Berlin wurde 1785 gegründet. Aufgrund seines Namens kann man vermuten, dass die Stadtgründer ehemalige deutsche Auswanderer waren. Ein Beweis hierfür lässt sich jedoch nicht finden.
Die Wirtschaft ist bestimmt vom Obst- und Gemüseanbau sowie von kleineren Wirtschaftsbetrieben. Die Mehrheit der Einwohner arbeitet in Hartford.

## Bevölkerungsentwicklung
| - 1790 - 2.465 - 1800 - 2.702 - 1810 - 2.798 - 1820 - 2.877 - 1830 - 3.037 - 1840 - 3.411 - 1850 - 1.869 - 1860 - 2.146 | - 1870 - 2.436 - 1880 - 2.385 - 1890 - 2.600 - 1900 - 3.448 - 1910 - 3.728 - 1920 - 4.298 - 1930 - 4.875 - 1940 - 5.230 | - 1950 - 07.470 - 1960 - 11.250 - 1970 - 14.149 - 1980 - 15.121 - 1990 - 16.787 - 2000 - 18.215 - 2010 - 19.866 - 2020 - 20.175 |

## Demografie
Die bei der Volkszählung im Jahr 2000 ermittelten 18.215 Einwohner von Berlin lebten in 6.792 Haushalten; darunter waren 5.155 Familien. Die Bevölkerungsdichte betrug 266 pro km². Im Ort wurden 6.955 Wohneinheiten erfasst, davon waren 6.792 bewohnt. Unter der Bevölkerung waren 97,0 % Weiße, 0,4 % Afroamerikaner, 0,1 % amerikanische Indianer, 1,7 % Asiaten und 0,2 % von anderen Ethnien; 0,7 % gaben die Zugehörigkeit zu mehreren Ethnien an.
Unter den 4.319 Haushalten hatten 34,3 % Kinder unter 18 Jahren; 20,8 % waren Single-Haushalte. Die durchschnittliche Haushaltsgröße war 2,67, die durchschnittliche Familiengröße 3,11 Personen.
Die Bevölkerung verteilte sich auf 24,7 % unter 18 Jahren, 5,3 % von 18 bis 24 Jahren, 27,8 % von 25 bis 44 Jahren, 25,6 % von 45 bis 64 Jahren und 16,6 % von 65 Jahren oder älter. Der Median des Alters betrug 41 Jahre.
Der Median des Haushaltseinkommens betrug 68.068 US-Dollar (was deutlich über dem US-Durchschnitt von 41.994 $ lag), der Median des Familieneinkommens 76.756 $. Das Prokopfeinkommen in Berlin betrug 27.744 $. Unter der Armutsgrenze lebten 1,4 % der Familien und 2,5 % der Bevölkerung.

## Persönlichkeiten
- Ryan Preece (* 1990), Automobilrennfahrer